# Willi Liebern
Willi Liebern (* 20. März 1910; † 20. Januar 1988) war ein deutscher Ringer in der Halbschwer- und Schwergewichtsklasse.

## Werdegang
Er begann seine Ringerlaufbahn 1926 in Dortmund und war lange Jahre Mitglied des ASV Heros Dortmund. Lediglich in den Jahren von 1940 bis 1945 war er kriegsbedingt Mitglied des Berliner KV. Dort erhielt er vom Olympiazweiten 1936 im Ringen der Mittelgewichtsklasse Ludwig Schweickert den letzten ringerischen Schliff. Nach Dortmund zum ASV „Heros“ zurückgekehrt, trug der Kraftfahrzeugmeister von 1949 bis 1956 wesentlich zum Gewinn von sieben deutschen Mannschaftsmeistertiteln bei. Seine wichtigsten Mitkämpfer in der seinerzeit in der Ringerszene als unschlagbar geltenden Heros-Mannschaft waren Gustav Gocke, Werner Härtling, Anton Mackowiak, Horst Heß und Helmut Höhenberger. Willi Liebern war ein sportlicher Spätstarter, dessen Laufbahn sich außerordentlich lange hinzog. Krieg und Nachkriegszeit verhinderten jedoch eine große internationale Karriere. So blieb sein Schultersieg im Jahre 1949 gegen den schwedischen Olympiasieger Karl-Erik Nilsson, der bei einer Deutschland-Reise seiner Vereinsmannschaft Enighet Malmö vorher den deutschen Halbschwergewichtsmeister Max Leichter aus Frankfurt zweimal besiegt hatte, sein größter internationaler Erfolg.
1952 versuchte er sich trotz seiner 42 Jahre für die Olympischen Spiele in Helsinki zu qualifizieren. Im Ausscheidungsturnier dazu belegte er mit Siegen über Litewsky, Hörde und den achtzehnjährigen Jungstar Willi Waltner aus Köln, den ersten Platz. Zu den Spielen entsandt wurde jedoch Willi Waltner.
In Länderkämpfen vertrat Willi Liebern elfmal die deutschen Farben.

## Erfolge bei deutschen Meisterschaften
Seine erste „Topplatzierung“, einen dritten Platz, erreichte er 1937 bei den deutschen Meisterschaften im griechisch-römischen Stil im Schwergewicht hinter den beiden berühmten Weltklasse-Ringern Georg Gehring, Ludwigshafen und Kurt Hornfischer, Nürnberg. In den folgenden Jahren bis 1954 gewann er dann insgesamt neun deutsche Meistertitel im Halbschwer- bzw. Schwergewicht, sowohl im griechisch-römischen als auch im freien Stil. Dazu wurde er noch fünfmal deutscher Vizemeister.
Seine härtesten Konkurrenten bei diesen Meisterschaften waren neben Gehring und Hornfischer vor allem Fritz Müller, Karl Ehret, Ludwigshafen, Franz Peter, München, Max Leichter, Frankfurt und Heinz Litewsky, Dortmund-Hörde.
Für seine sportlichen Erfolge wurde ihm am 12./13. Oktober 1951 das Silberne Lorbeerblatt verliehen.